# مارکو امپریال
مارکو امپریال (انگلیسی: Marco Imperiale؛ زادهٔ ۱ مهٔ ۱۹۹۹) بازیکن فوتبال است.
از باشگاه‌هایی که در آن بازی کرده‌است می‌توان به باشگاه فوتبال امپولی و باشگاه فوتبال روبور سیه‌نا اشاره کرد.